# Кравешка масловка
Кравешка масловка, или Кравешка гъба (Suillus bovinus), е вид ядлива базидиева гъба от семейство масловкови (Suillaceae). Гъбата често влиза в симбионтни отношения (микориза) с борове, поради което е разпространена предимно в иглолистни гори.
Гуглата на кравешката манатарка е камбановидна при младите, като с течение на времето става плоска. Цветът е жълтокафяв, а понякога има червеникав оттенък. Долната страна на шапката е жълта.